# Ідель Ілля Євгенійович
Ілля́ Євге́нійович (Євгенович) Ідель (13 січня 1988, Червона Слобода, Черкаський район, Черкаська область, Українська РСР — 30 серпня 2014, Київ, Україна) — український військовик, учасник війни на сході України, вояк батальйону «Айдар», псевдо «АГС».

## Життєвий шлях
Народився 1988 року в селі Червона Слобода (Черкаський район, Черкаська область). Закінчив 9 класів, у Черкасах здобув професію водія; захоплювався картингом. Відслужив строкову службу. Батько помер 2013-го, мама проживала у Києві. Приїхав до Києва восени 2013-го, лишився в часі подій Революції Гідності.
В часі війни — старший оператор, підрозділ диверсійної розвідки, 24-го батальйону територіальної оборони «Айдар». Побував удома в короткотерміновій відпустці; супроводжував довезення загиблих побратимів.
30 серпня 2014-го помер в київському шпиталі від важких травм, котрих зазнав у боях з терористами під Луганськом.
По смерті залишилися мама Тетяна Василівна, дружина, донька Сніжана 2008 р.н., брат, четверо племінників.
Похований у селі Червона Слобода, Черкаський район.

## Нагороди та вшанування
- Указом Президента України № 161/2017 від 13 червня 2017 року «за особисту мужність, виявлену у захисті державного суверенітету та територіальної цілісності України, самовіддане виконання військового обов'язку» нагороджений орденом «За мужність» III ступеня (посмертно)[1].
- 17 листопада 2016 року — нагороджений відзнакою «Почесний громадянин міста Черкаси»[2].
- Нагороджений відзнакою Вільного козацтва Холодного Яру «Холодний Яр» (посмертно)
- У Червонослобідській школі відкрито пам'ятну дошку Іллі Іделю
- Вшановується 30 серпня на щоденному ранковому церемоніалі вшанування українських захисників, які загинули цього дня у різні роки внаслідок російської збройної агресії[3]
- Його портрет розміщений на меморіалі «Стіна пам'яті полеглих за Україну» у Києві: секція 4, ряд 3, місце 5